# Fuensanta (Córdoba)
Fuensanta es un barrio de Córdoba que se sitúa en el Distrito Sureste de la ciudad. Este barrio junto al barrio del Santuario fueron proyectados en el año 1968 y fueron construidos gracias al Instituto Nacional de Urbanización así como la Caja Provincial de Ahorros. Cerca de 4.000 viviendas económicas, de entre 50 y 120 metros cuadrados, de entre cuatro y ocho plantas, iban a permitir a muchas familias acceder a su propia casa. En la Fuensanta hay varios colegios, entre ellos el de Maristas Cervantes Córdoba; también está la destacada iglesia de la Fuensanta, la cual es muy famosa en el barrio y también en la ciudad.
La construcción del Club Santuario en 1973 y el Proyecto de Reparación y Equipamiento Urbanístico (1974), dotaron al nuevo barrio de instalaciones deportivas, zonas verdes, instalaciones escolares y aparcamientos.